# Fervedouro
Fervedouro este un oraș în Minas Gerais (MG), Brazilia.